# 2016年12月イスタンブール爆弾テロ事件
2016年12月イスタンブール爆弾テロ事件（2016ねん12がつイスタンブールばくだんテロじけん）は、2016年12月10日にトルコのイスタンブールにおいて発生した爆発である。
2016年12月10日22時30分ごろ（現地時間）に、トルコ・イスタンブールの中心部にあるサッカースタジアムの近くにおいて大きな爆発が2回発生。その後、何回かにわたり、銃声が響き渡った。
今回の爆発については、トルコの警官隊を狙って、自動車に仕掛けられてあった爆弾が爆発したという見方がある。トルコのソイル内相は、「2回の爆発のうち、1回はスタジアム出口に配置された警察の機動隊バスを狙った自動車爆弾で、もう1回はスタジアム近くの公園で自爆テロ犯が起こしたもの」とコメントした。
このサッカースタジアムはトルコのプロサッカーリーグ・スュペル・リグに所属しているベシクタシュのホームスタジアムである。爆発の数時間前、同じリーグに所属しているブルサスポルというチームのゲームが終わったばかりだった。